# Maaris Meier
Pour les articles homonymes, voir Meier.
Maaris Meier, née le 22 février 1983 à Tallinn, est une coureuse cycliste estonienne. Elle  compte plusieurs titres de championne d'Estonie en VTT et le titre de la course en ligne sur route en 2009.

## Palmarès sur route
- 1999
  - 2e du championnat d'Estonie du contre-la-montre
- 2006
  - 2e du championnat d'Estonie sur route
- 2007
  - Gruffy
  - 2e du championnat d'Estonie sur route
  - 3e de Chambéry
  - 3e de Pélussin
- 2009
  -  Championne d'Estonie sur route
  - 2e du championnat d'Estonie du contre-la-montre

## Palmarès en VTT
- 2008
  - 2e du championnat du monde universitaire de VTT
- 2009
  - 4e du championnat d'Europe de cross-country marathon
- 2010
  - Transmaurienne Vanoise
- 2012
  -  Championne d'Estonie de cross-country
  - Vila do Conde
- 2013
  -  Championne d'Estonie de cross-country
  - Rio de Mouro et Oliveira de Azemeis
- 2014
  -  Championne d'Estonie de cross-country
  - Seia
- 2015
  -  Championne d'Estonie de cross-country
  - Ribeira de Pena et Oliveira de Azemeis
- 2017
  - Marrazes, Viseu et Oeiras